# Форест Оукс (Северна Каролина)
Форест Оукс (енгл. Forest Oaks) насељено је место без административног статуса у америчкој савезној држави Северна Каролина.

## Демографија
По попису из 2010. године број становника је 3.890, што је 649 (20,0%) становника више него 2000. године.
| Група             | 2000.         | 2010.         |
| Белци             | 3.049 (94,1%) | 3.143 (80,8%) |
| Афроамериканци    | 147 (4,5%)    | 591 (15,2%)   |
| Азијати           | 6 (0,2%)      | 29 (0,7%)     |
| Хиспаноамериканци | 11 (0,3%)     | 77 (2,0%)     |
| Укупно            | 3.241         | 3.890         |